# Château Gaudrelle
Le château Gaudrelle, est situé au cœur du Val de Loire, sur la commune de Vouvray. Fondé au XVIIe siècle, il était à l’époque la propriété d’un riche soyeux de Tours (la manufacture de la soie et la magnanerie étaient les deux plus grands fleurons de l’industrie locale). Il est dans la zone inscrite au patrimoine mondial de l'Unesco du Val de Loire.

## Histoire du domaine

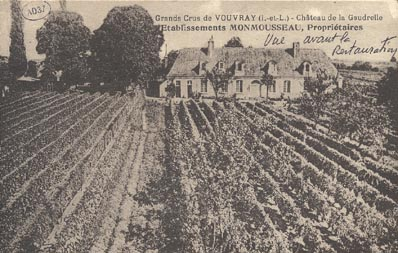
Carte postale du Château de la Gaudrelle à Vouvray. Vue avant la restauration.

Le Château Gaudrelle est à l'origine une gentilhommière du XVIIe siècle.
Une prévoté existait aussi au XIIe siècle à Gaudrelle. Elle constituait une dignité et un bénéfice dépendant de la Collégiale Saint-Martin de Tours.
Ce logis faisait autrefois partie d'un ensemble de constructions.
En 1537, elle appartenait à Jean Dubissier, dit d'Auvergne, qualifié de seigneur de la Gaudrelle. En 1580, Guillaume Coliuet et Jean Marchais la vendirent à Jean Lasneau, seigneur de Cohabert.
En 1757, le bâtiment est vétuste. Il est acheté par Jean Moisand, qui le fait restaurer. Hérité par sa fille Marguerite, le domaine est doté d'une chapelle, bénie en 1764, et aménagée dans une cave troglodytique, qui a retrouvé sa fonction primitive.
En 1847, la propriété est démembrée et une grande partie des constructions est détruite, pour une raison inconnue. Les lucarnes ont été refaites vers la fin du XXe siècle. La porte d'entrée est encadrée par deux pilastres doriques.
En 1931, la propriété est rachetée par la famille Monmousseau. Elle a subi deux agrandissements, l’un en 1974 et l’autre en 2004.

## Architecture
La Gaudrelle est constituée par un bâtiment élevé d'un rez-de-chaussée et d'un comble éclairé par des lucarnes de pierre au midi.
Non loin du manoir se trouve la chapelle troglodyte (entièrement creusée dans le rocher), sur le plan d'une croix grecque et comprenant une nef, un transept dont les croisillons sont, comme la nef, voûtés d'un berceau en plein cintre, et une abside voûtée en cul-de-four. Le rocher couvrant la croisée du transept a été évidé et cette croisée est dominée par un clocher carré, couvert d'une toiture pyramidale, et qui émerge au-dessus du coteau.

## Le terroir

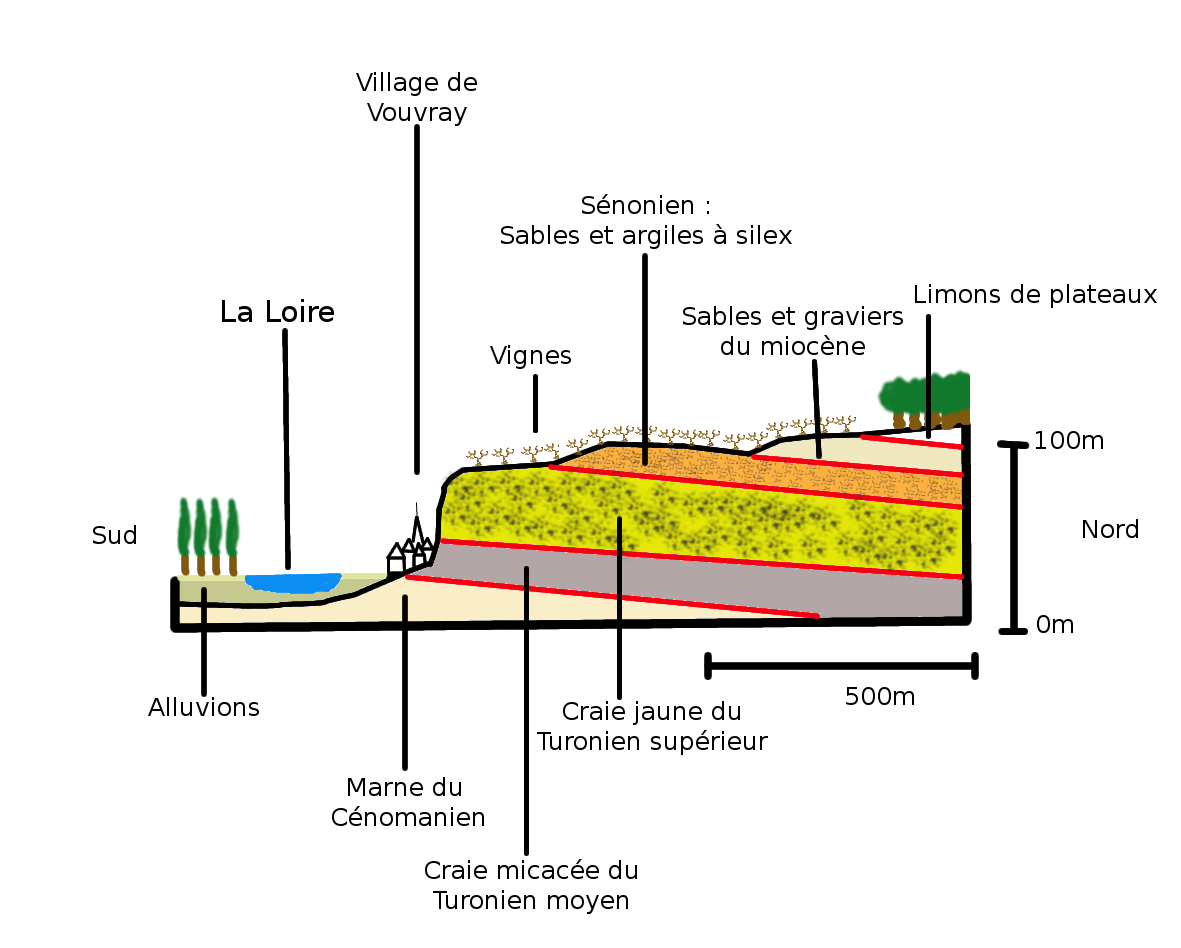
Couches géologiques sur les coteaux de Vouvray.

Les sols sont Argilo-calcaires ou argilo siliceux. La roche mère, crayeuse, est de l’époque du Turonien (environ 90 millions d’années av. J.-C.).
Les coteaux de Vouvray, situés sur la rive nord de la Loire sont exposés plein sud.
Le vignoble recouvre des coteaux de craie blanche du Turonien. Les coteaux sont entrecoupés de vallées confluentes (ruisseaux affluents de la Loire), et recouverts de « perruche » (argile à silex qui donnent le caractère minéral) et « d’aubuis » (argilo-calcaires qui font la puissance des liquoreux).

## Vignoble et méthode de culture

### Cépage
Le vignoble est exclusivement planté de chenin blanc. La culture du chenin à Vouvray remonte à Saint Martin de Tours (fin du IVe siècle). Celui-ci avait fondé son ermitage aux portes de Tours. Sur le lieu même où se situe aujourd'hui l'Abbaye de Marmoutier.

### Influence de la Loire
En bordure de la vallée de la Loire les sols se réchauffent rapidement sous l’influence océanique qui pénètre jusqu'au cœur du vignoble. Des automnes ensoleillés favorisent la sur-maturité, voire la pourriture noble. L’obtention de vins tendres (demi-secs), mœlleux ou liquoreux, dépend de la variabilité climatique.

## Galerie
Quelques photos anciennes du Château :

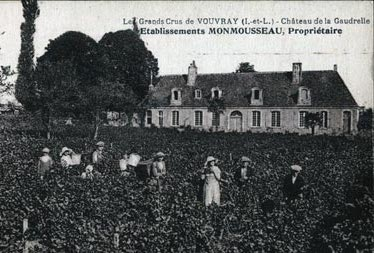
Carte postale du Château de la Gaudrelle
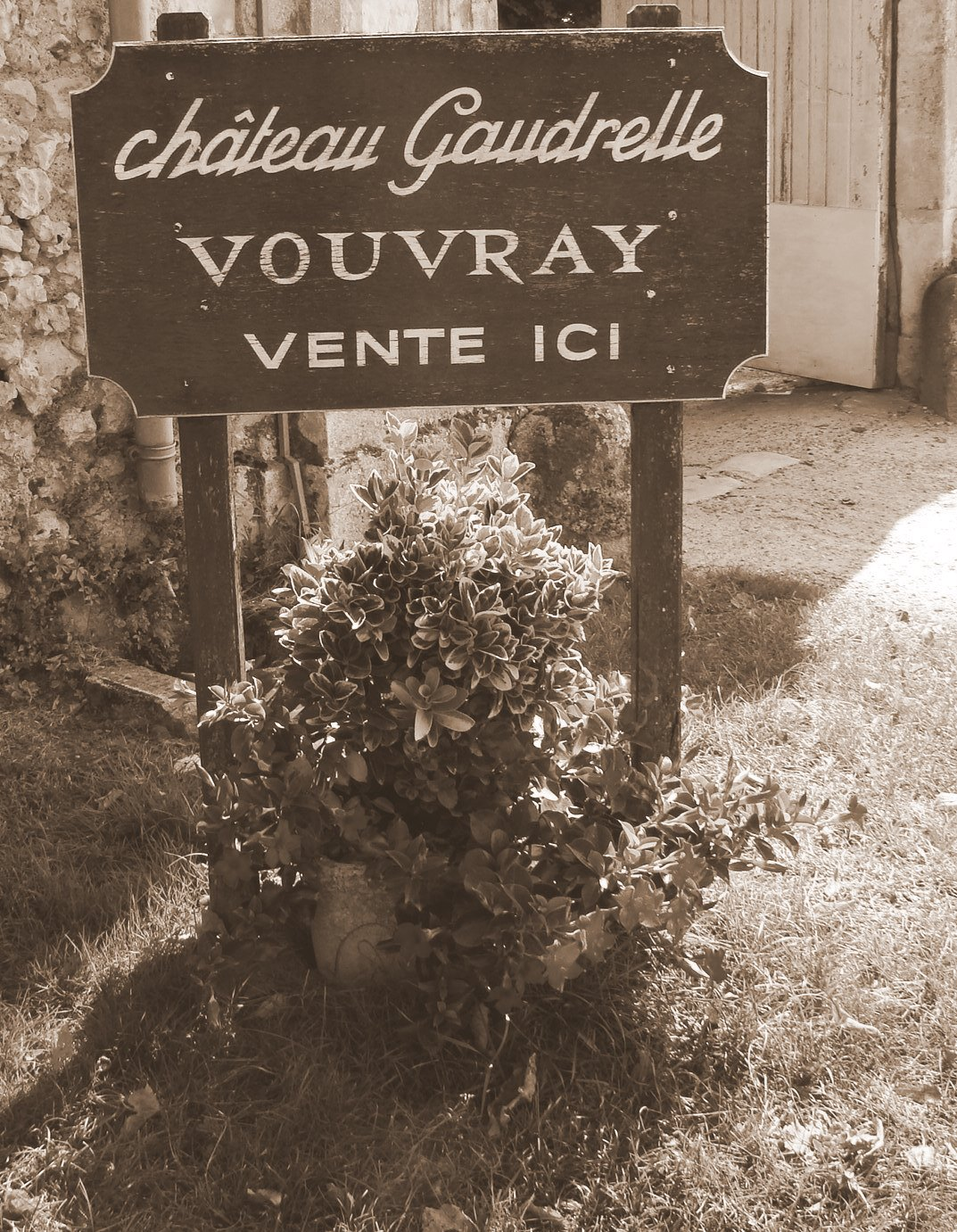
Ancienne pancarte du Château de la Gaudrelle